# Julia (rivière)
Pour les articles homonymes, voir Julia.
 (janvier 2016).
Si vous disposez d'ouvrages ou d'articles de référence ou si vous connaissez des sites web de qualité traitant du thème abordé ici, merci de compléter l'article en donnant les références utiles à sa vérifiabilité et en les liant à la section « Notes et références ».
La Julia (en surmiran (en) : Gelgia, en engadinois : Güglia) est une rivière du canton des Grisons, en Suisse et un affluent de l’Albula, donc un sous-affluent du Rhin par le Rhin postérieur.

## Géographie
Elle naît, à plus de 2 820 m, sous le piz d’Agnel (de) (3 204 m) et le piz Surgonda (3 195 m), court vers le sud dans le val d'Agnel sur 5 km avant de s'orienter vers l'ouest lorsqu'elle atteint la vallée laissée par la transfluence glaciaire de la Haute-Engadine sous le col du Julier (2 284 m). Elle s'écoule alors dans la vallée d’Oberhalbstein (Surses en romanche et Val Sursette en italien). À la confluence avec l’Eva dal Sett, en amont de Bivio, elle vire alors vers le nord, traverse le lac de Marmorera, est rejointe par l’Ava da Faller à Mulegns, arrose Tinizong-Rona et Savognin et se jette en rive gauche dans l’Albula à Tiefencastel.